# Mayo (Yukon)
Mayo ist ein Dorf am Stewart River im kanadischen Territorium Yukon und eine von nur acht offiziellen Gemeinden im Territorium. Es hat den gemeinderechtlichen Statuts eines Dorfes (englisch Village).
Von den Einwohnern gehören etwa 110 der First Nation of Nacho Nyak Dun an. Ihre Sprache gehörte zum Nördlichen Tutchone, deren nördlichste Vertreter diese Gruppe bildet. Insgesamt gehörten im August 2019 546 Menschen dieser überwiegend traditionell lebenden First Nation an.
Das Dorf wurde nach dem ehemaligen Zirkusakrobaten Alfred Mayo (auch als Al Mayo bekannt) benannt, der zusammen mit Jack McQuesten und Arthur Harper ab 1873 in Alaska und im Yukon ein Handelsunternehmen betrieb. Im Ort gibt es zwei Motels, eine Post, einen Spirituosenladen, ein Krankenhaus und eine Tankstelle.

## Geschichte
Die Nacho Nyak Dun haben nicht nur Tutchone-Vorfahren, sondern sind z. T. auch mit den Gwich'in und den Dene verwandt. Sie sind allerdings stärker mit den Nördlichen Tutchone von Selkirk um Pelly Crossing und der Little Salmon/Carmacks First Nation um Carmacks verbunden. Mit ihnen zusammen bilden die drei Gruppen den Northern Tutchone Tribal Council.
In der voreuropäischen Geschichte waren die Nacho Nyak Dun Jäger und Fallensteller. Der Stamm umfasste zwei Moietys, die „Krähe“ und „Wolf“ hießen.
Der heute Stewart River genannte Fluss wird von der lokalen First Nation Náhcho Nyäk genannt, was „Großer Fluss“ bedeutet.

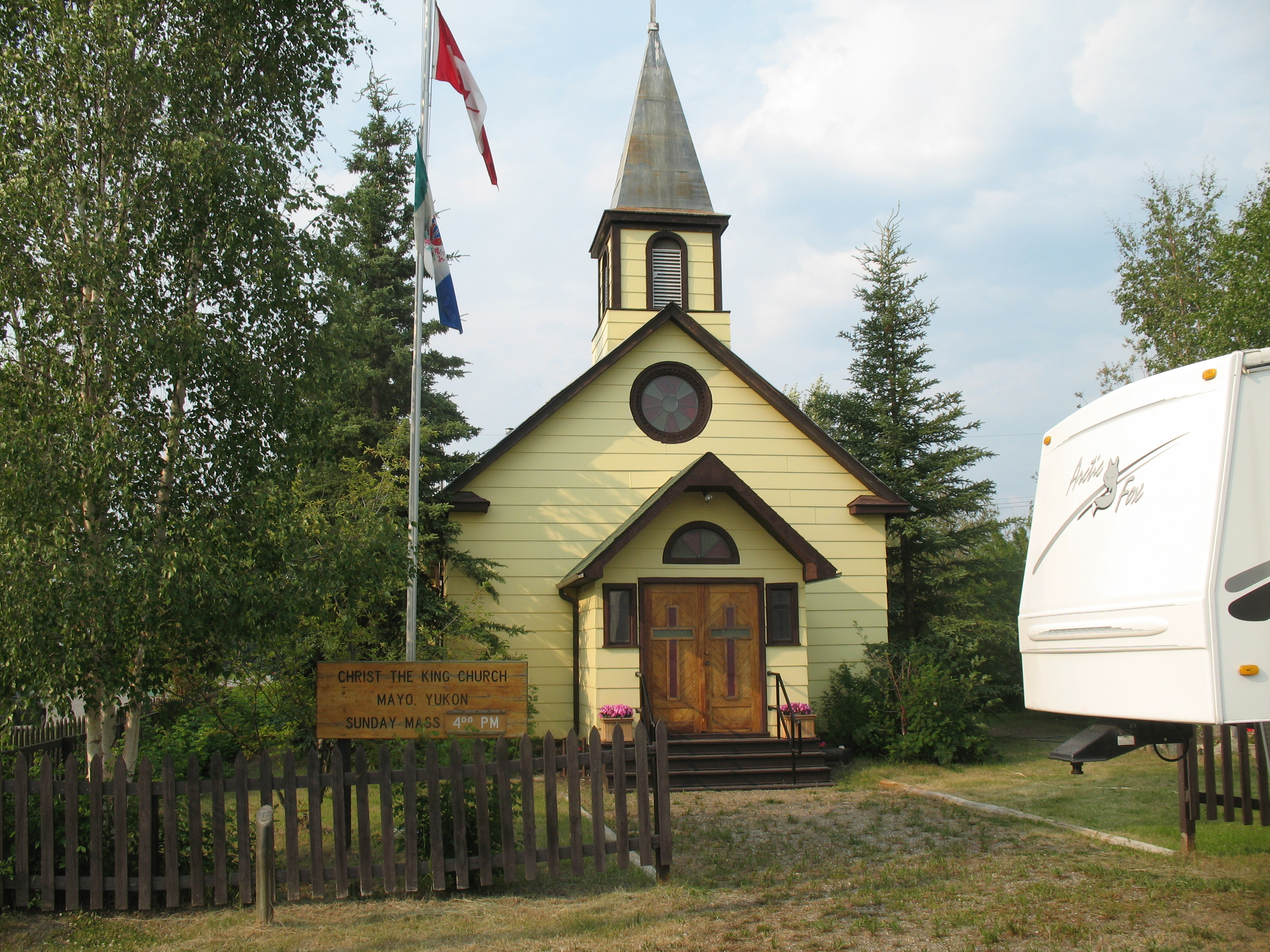
Die heutige Christ the King Church

Die Nacho Nyak Dun lebten im heute Old Mayo Village genannten Dorf auf der anderen Seite des Stewart. Diese Siedlung war wiederum auf Initiative eines Missionars entstanden. 1936 rissen die Fluten des Stewart jedoch erhebliche Teile des Dorfes nieder, einschließlich der Kirche, und zerstörten zahlreiche kultische Gegenstände.
In den 1880er Jahren wurden in der Region Mayo erste Goldfunde gemacht, später kam Silber hinzu. Mayo wurde bis in die 1950er Jahre von Booten versorgt, die vom Straßenverkehr über den Klondike Highway bzw. den Silver Trail abgelöst wurden. Der Silver Trail verband Mayo mit Stewart Crossing.
1973 bis 1984 verhandelten die nördlichen Tutchone und die Regierung vergeblich um Landansprüche und die daran hängenden Nutzungsrechte, sowie um Selbstregierung (self government). 1993 kam es jedoch auf beiden Gebieten zu einem Durchbruch, und infolgedessen zu einem Vertrag. Der Stamm ist dementsprechend Besitzer und Gesetzgeber für ein Gebiet von 1830 Quadratmeilen, und er erhält, über 15 Jahre gestreckt, 14.554.654 kanadische Dollar. Häuptling (chief) ist Simon Mervyn Senior.
Zusammen mit der Tr’ondek Hwech’in First Nation schlossen sie einen Vertrag mit Yukon Energy zur Versorgung Dawsons mit Strom über die Mayo Dawson Power Line.
Im Mai 2008 schloss der Stamm mit der Alexco Resource Corp. eine vorläufige Vereinbarung über den Silberabbau im Keno Hill Silver District unweit des oberhalb von Mayo gelegenen Mayo Lake. Dort, im Raum um Keno City und Elsa, besitzt Alexco rund 40 Silberminen.

## Demographie
Im Jahr 2021 lag die Einwohnerzahl bei 188 und damit 6,0 % niedriger im Vergleich zu 2016. Die Bevölkerungsdichte liegt bei 191,4 Einwohnern pro km². Im Vergleich dazu nahm die Einwohnerzahl des Yukon Territoriums um 12,1 % zu. Die vorletzte offizielle Volkszählung, der Census 2016, ergab für die Ansiedlung eine Bevölkerungszahl von 200 Einwohnern, nachdem der Zensus 2011 für die Gemeinde noch eine Bevölkerungszahl von 226 Einwohnern ergab. Die Bevölkerung nahm damit im Vergleich zum Zensus im Jahr 2011 um 11,5 %. Bereits im Zensuszeitraum 2006 bis 2011 hatte die Einwohnerzahl in der Gemeinde um 8,9 % abgenommen, während sie im Durchschnitt des Territoriums um 11,6 % zunahm.
Zum Zensus 2021 lag das Durchschnittsalter der Einwohner bei 46,0 Jahren und damit höher im Vergleich zu 2016 (41,2 Jahre) und damit über dem Durchschnitt des Territoriums von 39,9 Jahren. Das Medianalter der Einwohner wurde mit 48,8 Jahren ermittelt. Das Medianalter aller Einwohner des Territoriums lag im gleichen Zeitraum bei 39,2 Jahren.

## Verkehr
Die Gemeinde wird über den Silver Trail (auch Yukon Highway 11) mit Stewart Crossing und dort mit dem Klondike Highway (auch Yukon Highway 2) verbunden. Etwa 3 Kilometer nördlich der Gemeinde liegt der örtliche Flugplatz (IATA-Flughafencode: YMA, ICAO-Code: CYMA, Transport Canada Identifier: -) die Bewohner mit dem restlichen Land. Der Flugplatz verfügt dabei, wie viele der Flugplätze im nördlichen Kanada, nur über eine geschotterte Start- und Landebahn von 1.476 Meter Länge.